# Le Trésor des îles Chiennes
Le Trésor des îles Chiennes é um filme a preto e branco luso-francês do género ficção científica, realizado e escrito por Frédéric-Jacques Ossang. Marcado pelo movimento expressionismo, o filme foi rodado nos Açores. Estreou-se em França a 17 de abril de 1991.

## Elenco
- Stéphane Ferrara como Ponthans
- Diogo Dória como Féodor Aldellio
- José Wallenstein como Ulysse
- Mapi Galán como Ada Della Cistereia
- Michel Albertini como Bormane
- Serge Avédikian como médico Turc
- Lionel Tua como Fabiano
- Clovis Cornillac como Rubio

## Reconhecimentos
| Ano  | Prémios                                      | Categorias                               | Destinatários e nomeados    | Resultado | Referências |
| ---- | -------------------------------------------- | ---------------------------------------- | --------------------------- | --------- | ----------- |
| 1990 | Festival Internacional de Cinema de Belforte | Grande Prémio de Longa-Metragem Francesa | Le Trésor des îles Chiennes | Venceu    | [ 4 ]       |